# Équipe cycliste Pepsi-Cola (1969)
Pour les autres équipes sponsorisées par Pepsi-Cola, voir Équipe cycliste Pepsi-Cola.
Pepsi-Cola est une équipe cycliste professionnelle espagnole créée en 1969 et disparue à l'issue de cette unique saison.